# Hofherr-Schrantz

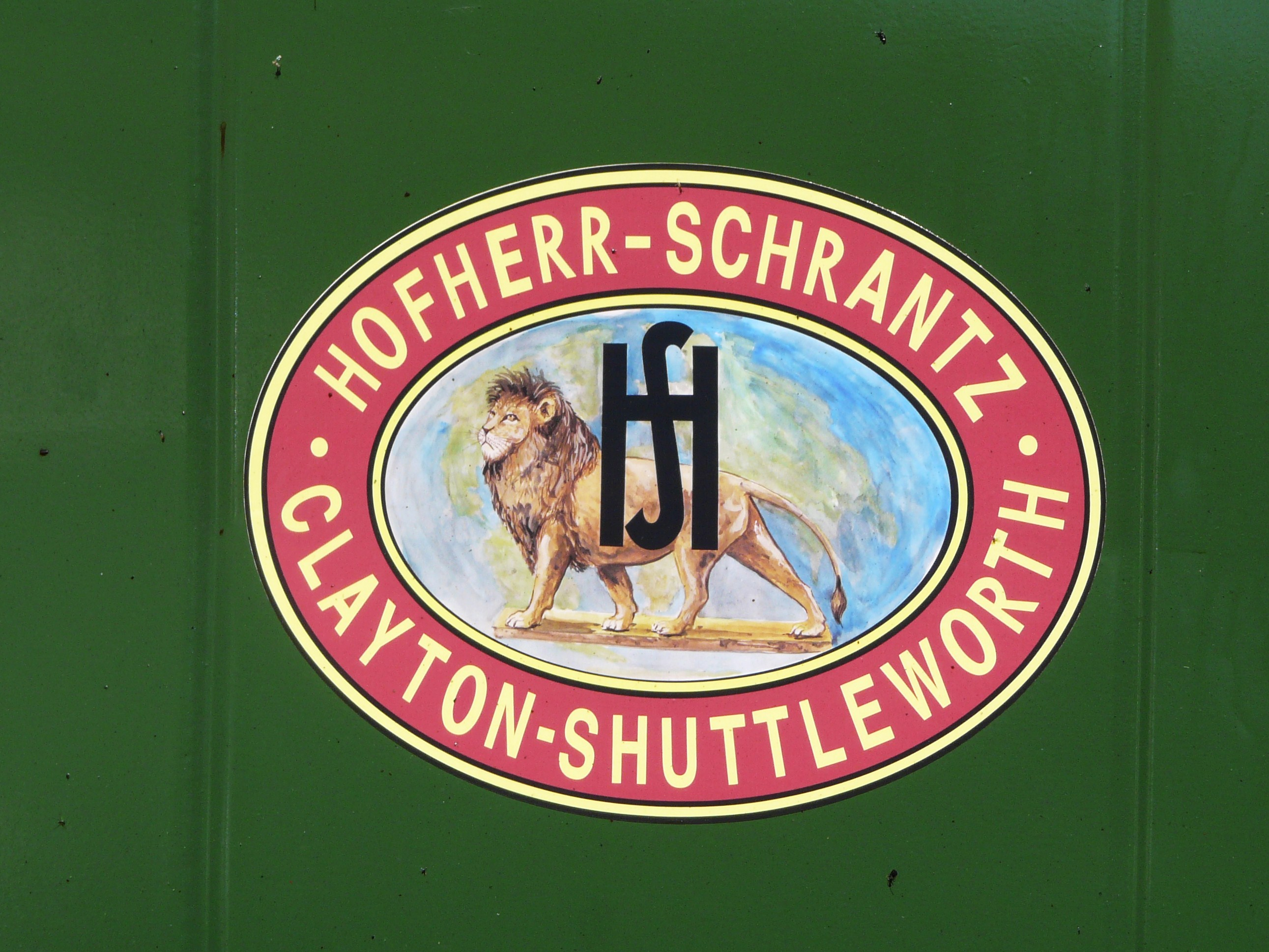
Ehemaliges Logo

Hofherr-Schrantz AG war ein österreichisch-ungarischer Landmaschinenhersteller. Im Jahr 1911 fusionierte das Unternehmen mit der Wiener Niederlassung der Firma Clayton & Shuttleworth zur Hofherr-Schrantz-Clayton-Shuttleworth AG. Der Markenname der Landmaschinen war HSCS.

## Geschichte

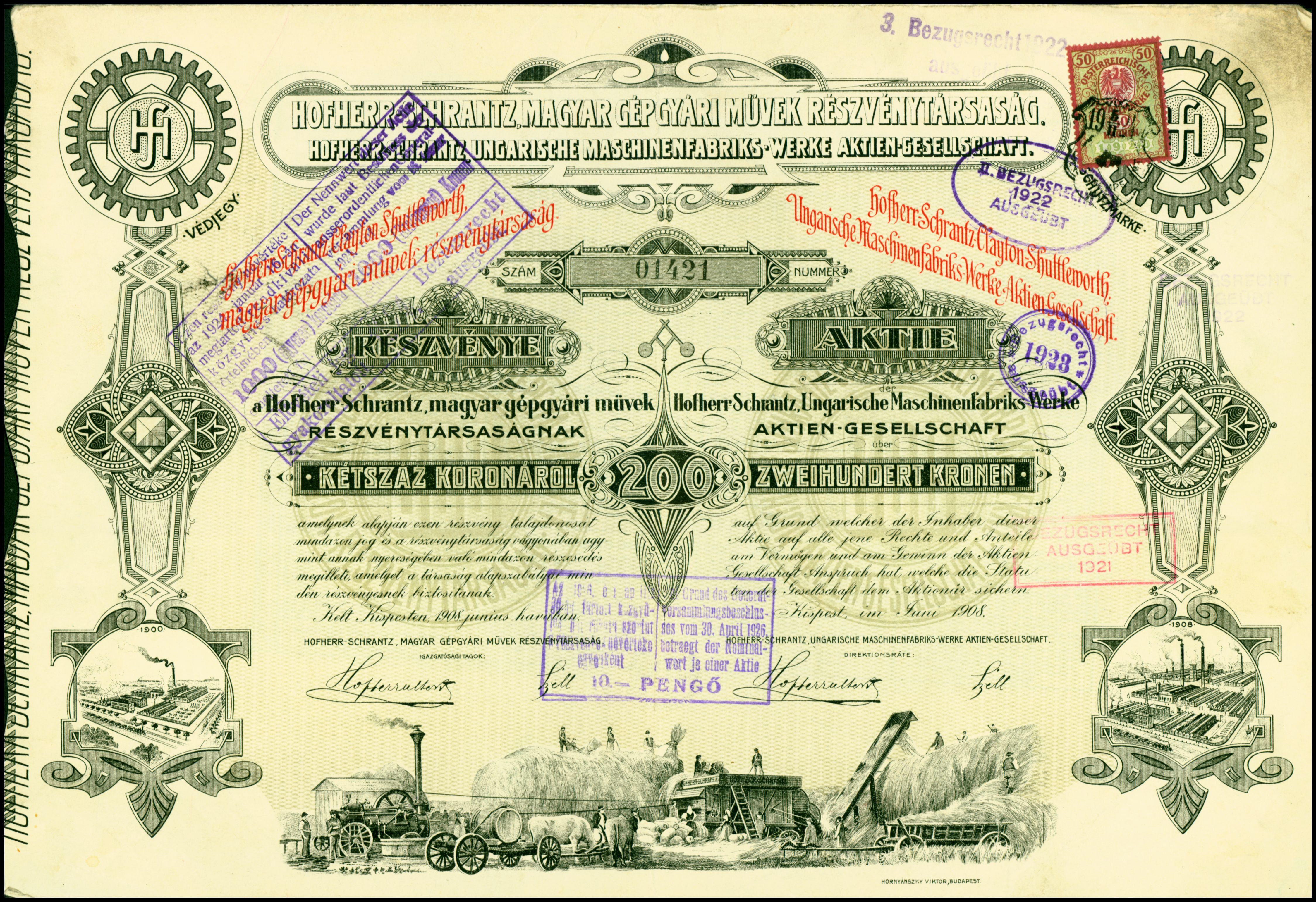
Aktie der ungarischen Niederlassung von Hofherr-Schrantz von 1908

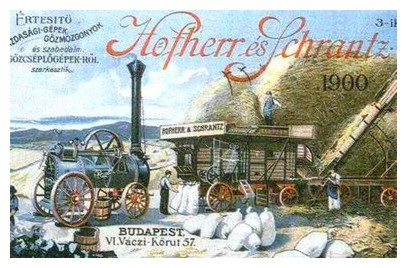
Ungarisches Werbeplakat (1900)

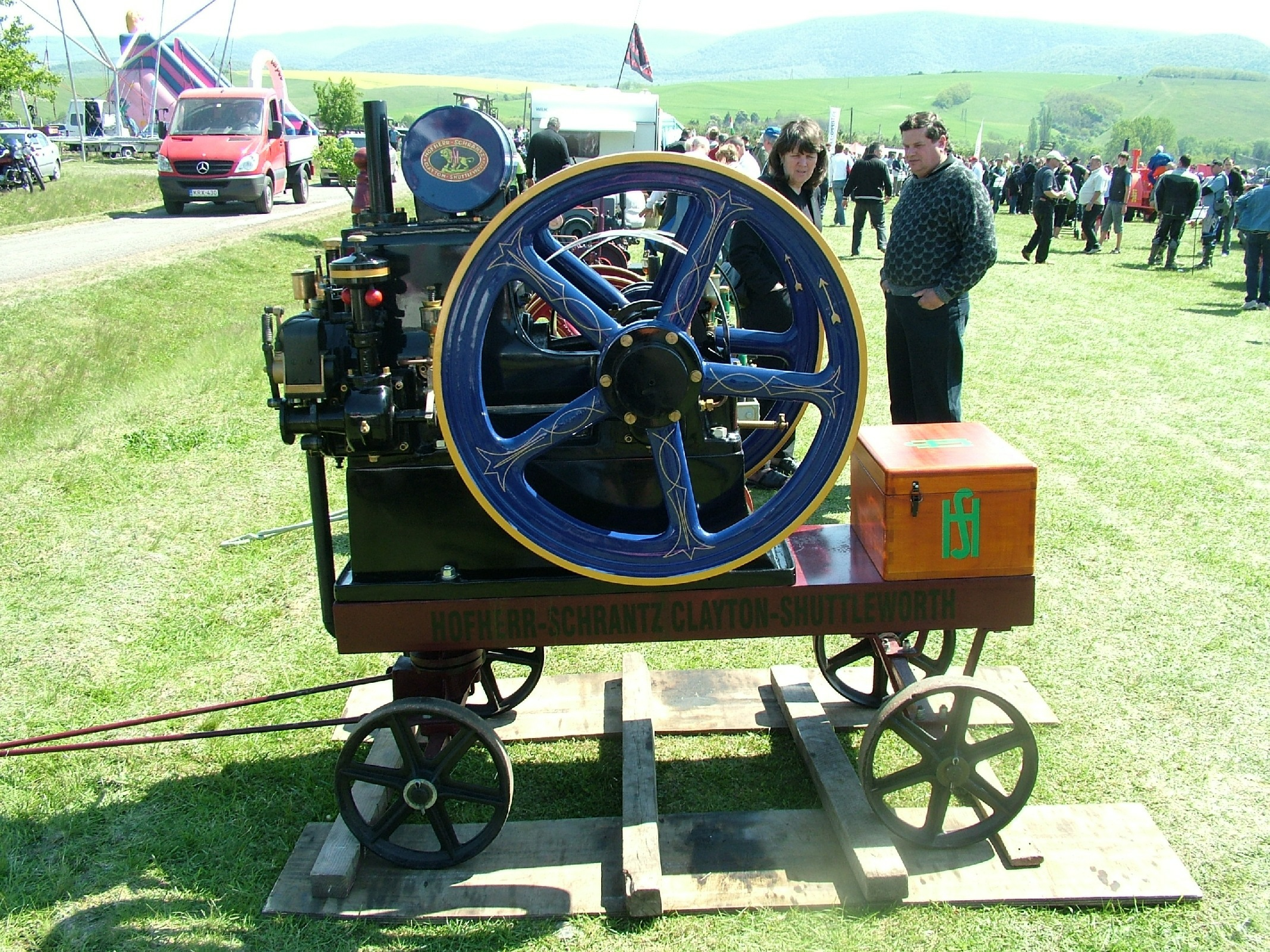
Stationärmotor (Zwischenkriegszeit)

Die Ursprünge von Hofherr-Schrantz gehen bis 1869 zurück, als Matthias Hofherr in Wien eine Fabrik zur Erzeugung von Lokomobile für die Landwirtschaft gründete. Im Jahre 1881 schloss er sich mit dem gebürtigen Ungarn Johann Schrantz (1830–1902), dem Gründer des Unternehmens Hutter & Schrantz zusammen und gründete die Gesellschaft Hofherr-Schrantz.
Das Unternehmen fusionierte über Veranlassung der Niederösterreichischen Escomptegesellschaft sowie der Länderbank im Jahr 1911 mit der Wiener Niederlassung des englischen Landmaschinenproduzenten Clayton & Shuttleworth. Dieses Unternehmen war 1842 gegründet worden und hatte 1857 in Wien eine Niederlassung aufgebaut. Die Firma, die zunächst nur eine kleine Werkstätte eines Vertreters umfasste, übersiedelte drei Jahre später in den 3. Wiener Gemeindebezirk Landstraße. Die Mitarbeiterzahl bei Clayton & Shuttleworth wuchs bis 1869 auf 150, bis zur Jahrhundertwende bis auf 1.000 Arbeiter an. Auch im ost- und mitteleuropäischen Markt, der von Wien aus beliefert wurde, entstanden im Laufe der Zeit Niederlassungen und Reparaturwerkstätten in Budapest, Bukarest, Krakau, Lemberg, Prag und mehreren anderen Städten. Die Entwicklung dieses Unternehmens ist der Hintergrund des Romans Die Wasserfälle von Slunj von Heimito von Doderer.

Mit der Fusion im Jahr 1911 wurde das Werk von Hofherr-Schrantz in Favoriten, Erlachgasse 92, aufgelassen und die gesamte Produktion in Floridsdorf, Shuttleworthstraße 8, konzentriert. Der Mitarbeiterstand stieg durch die Vereinigung auf bis zu 2.400 Personen. Das englische Stammhaus zog sich im selben Jahr aus dem Unternehmen zurück. 1917 waren über 5000 Arbeiter und Beamte im Unternehmen beschäftigt. Bis Ende des Jahres 1916 waren allein bereits 125.420 Lokomobilen und Dreschmaschinen gebaut und verkauft worden.

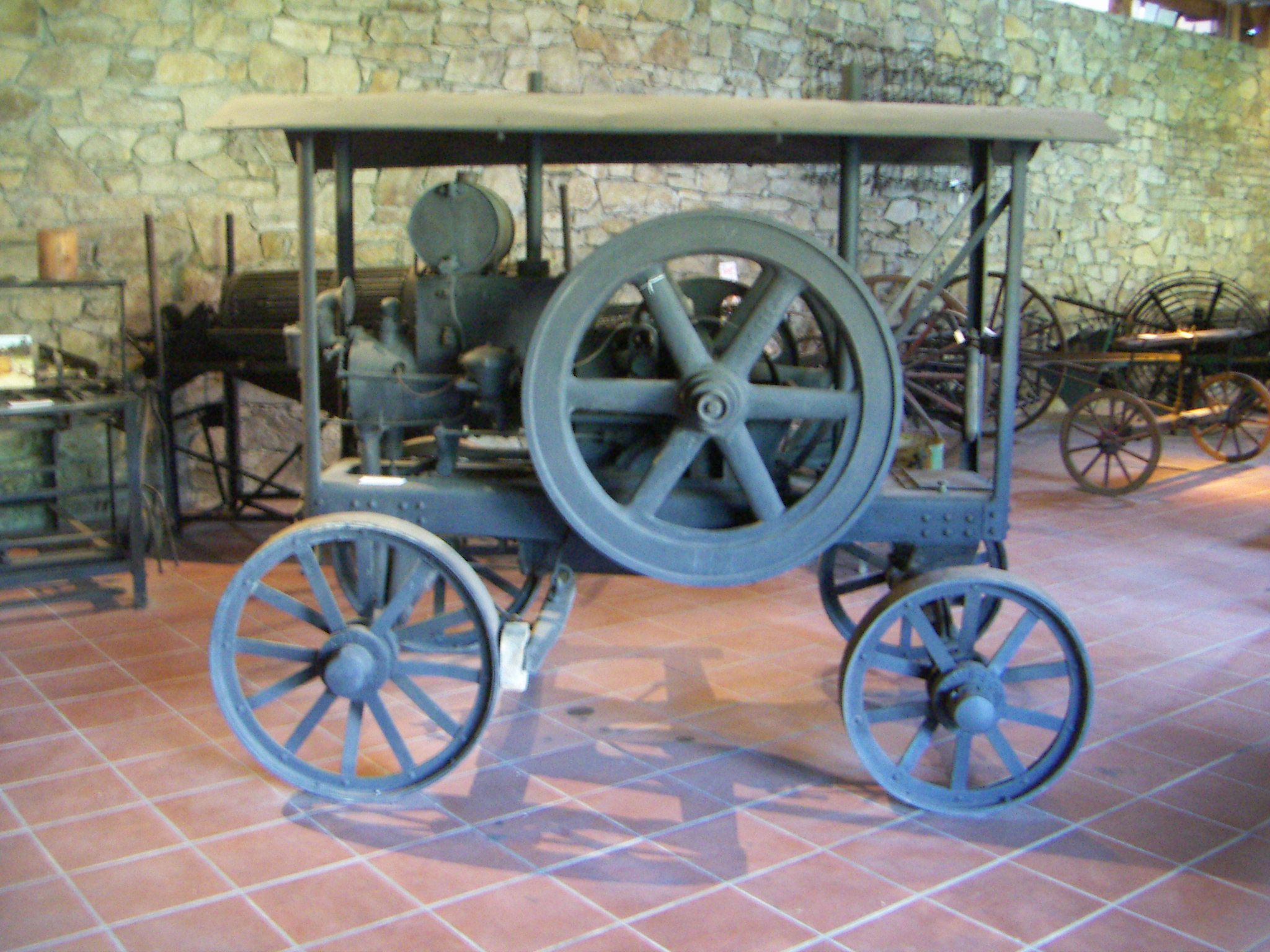
Stationärer Benzinmotor Baujahr 1909, Madermuseum Horn

### Erster Weltkrieg
Während des Ersten Weltkriegs konnte zwar auf Grund von Heeresaufträgen weiter gearbeitet werden, zu Kriegsende konnten nur etwa 1200 bis 1400 Mitarbeiter gehalten werden. Das Produktionsprogramm wurde neben den landwirtschaftlichen Maschinen auch auf andere Industrieprodukte ausgedehnt.

### Zwischenkriegszeit

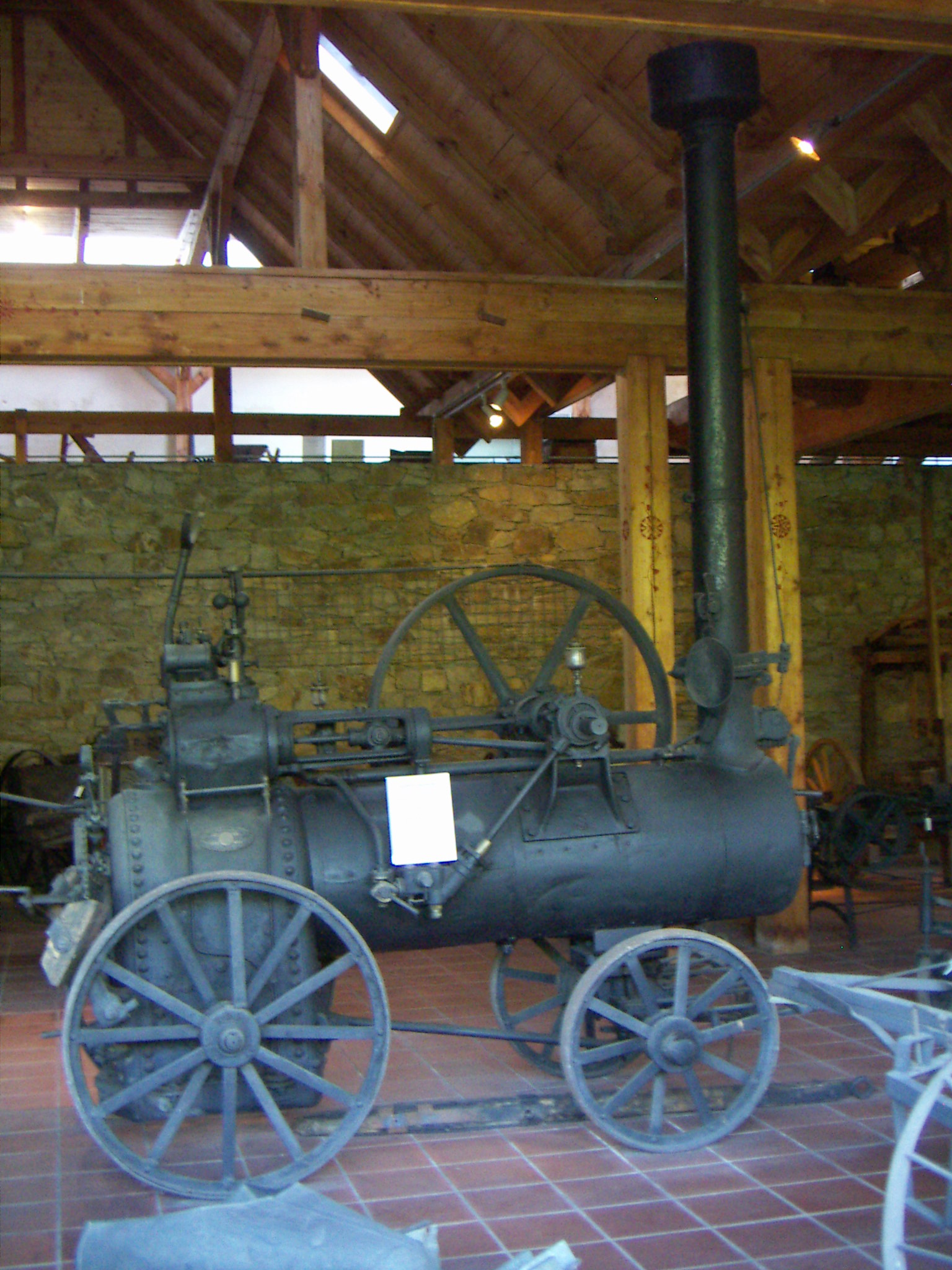
Stationäre Dampfmaschine Baujahr 1924, Madermuseum

Die Standorte in der ehemaligen Monarchie wurden stark reduziert, nur in Prag konnte ein Produktionsstandort ab 1929 aufrechterhalten werden.
Trotz Marktführerschaft am Landmaschinensektor in Österreich konnte das Unternehmen nach der Weltwirtschaftskrise 1929 lediglich 365 Arbeitnehmer in Kurzarbeit beschäftigen. Finanziell wurde das Unternehmen vier Jahre später von der Länderbank und der Österreichischen Industriekredit AG saniert, sodass das Unternehmen im Jahr 1937 bereits wieder 2.500 Beschäftigte zählte.
In den 1930er-Jahren exportierte das Unternehmen Traktoren der Marke HSCS in 27 Länder, neben dem Balkan, Griechenland und Rumänien auch nach Australien, Neuseeland und in südamerikanische Staaten.

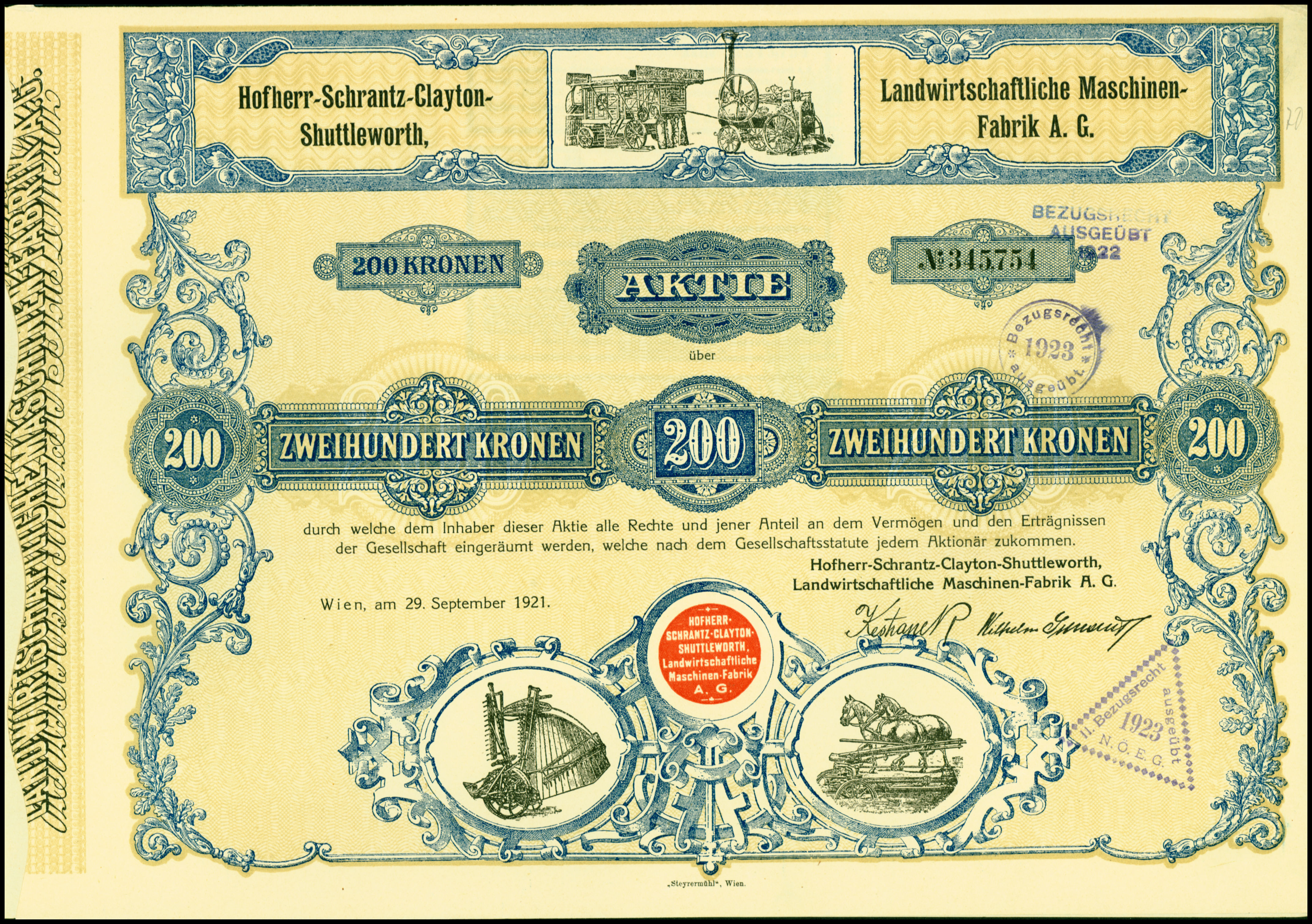
Aktie der HSCS AG von 1921

### Zeit des Nationalsozialismus
Nach dem Anschluss im Jahr 1938 wurde Hofherr-Schrantz ein Teil der Heinrich Lanz AG und Rüstungsbetrieb für die Herstellung von Steuerungselementen der V2-Rakete. Der Betrieb führte in Floridsdorf ein Nebenlager des KZ Mauthausen mit insgesamt 2.737 Häftlingen. Mit Beginn des Bombenkrieges lagerte Hofherr-Schrantz Teile seiner Produktion in aufgelassene Steinbruchstollen bei Mödling aus. Ein Betrieb befand sich auch im Bezirksteil Kispest in Budapest.

### Nachkriegszeit

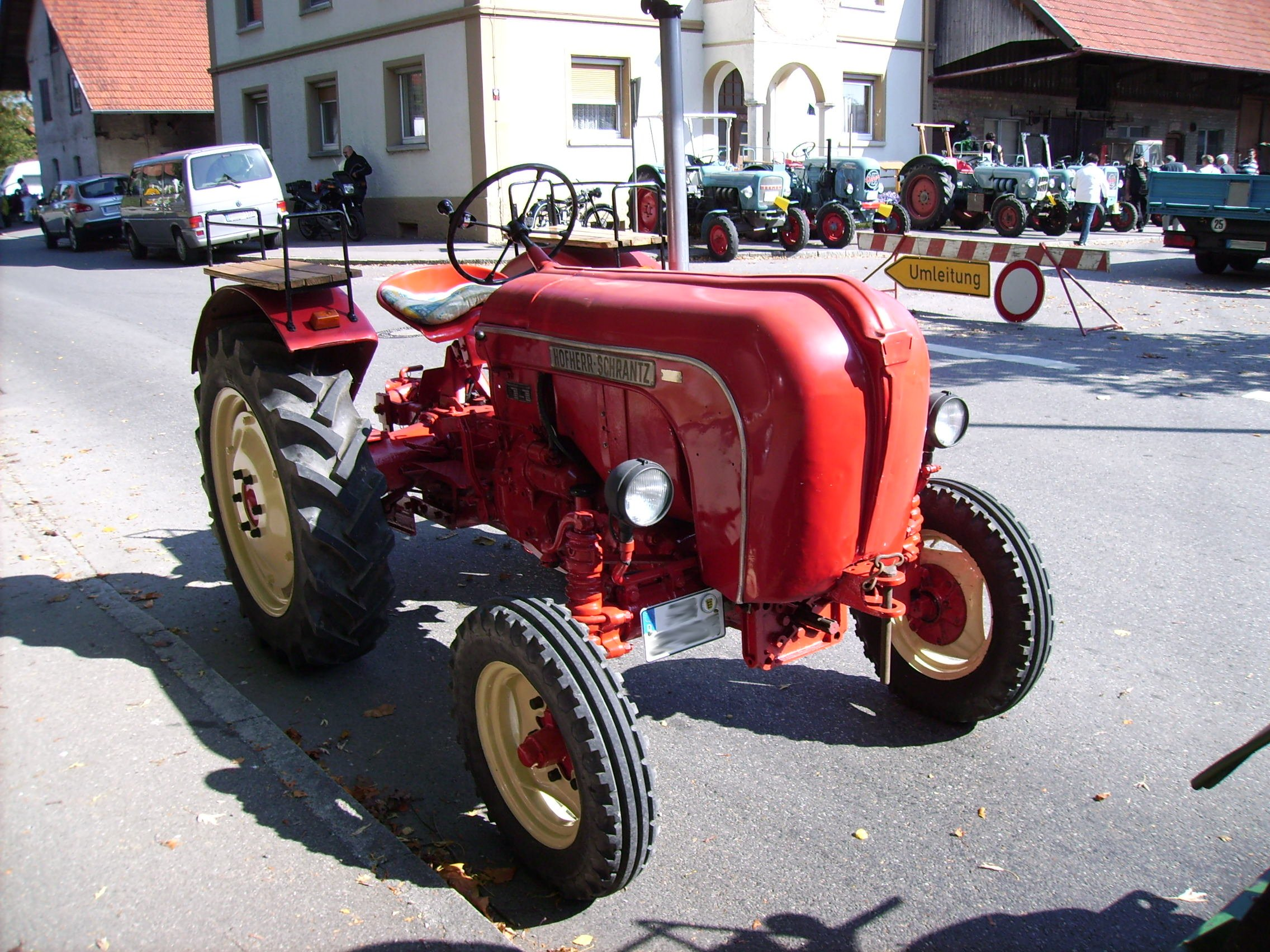
Traktor Hofherr-Schrantz A 22 mit 22 PS (1956)

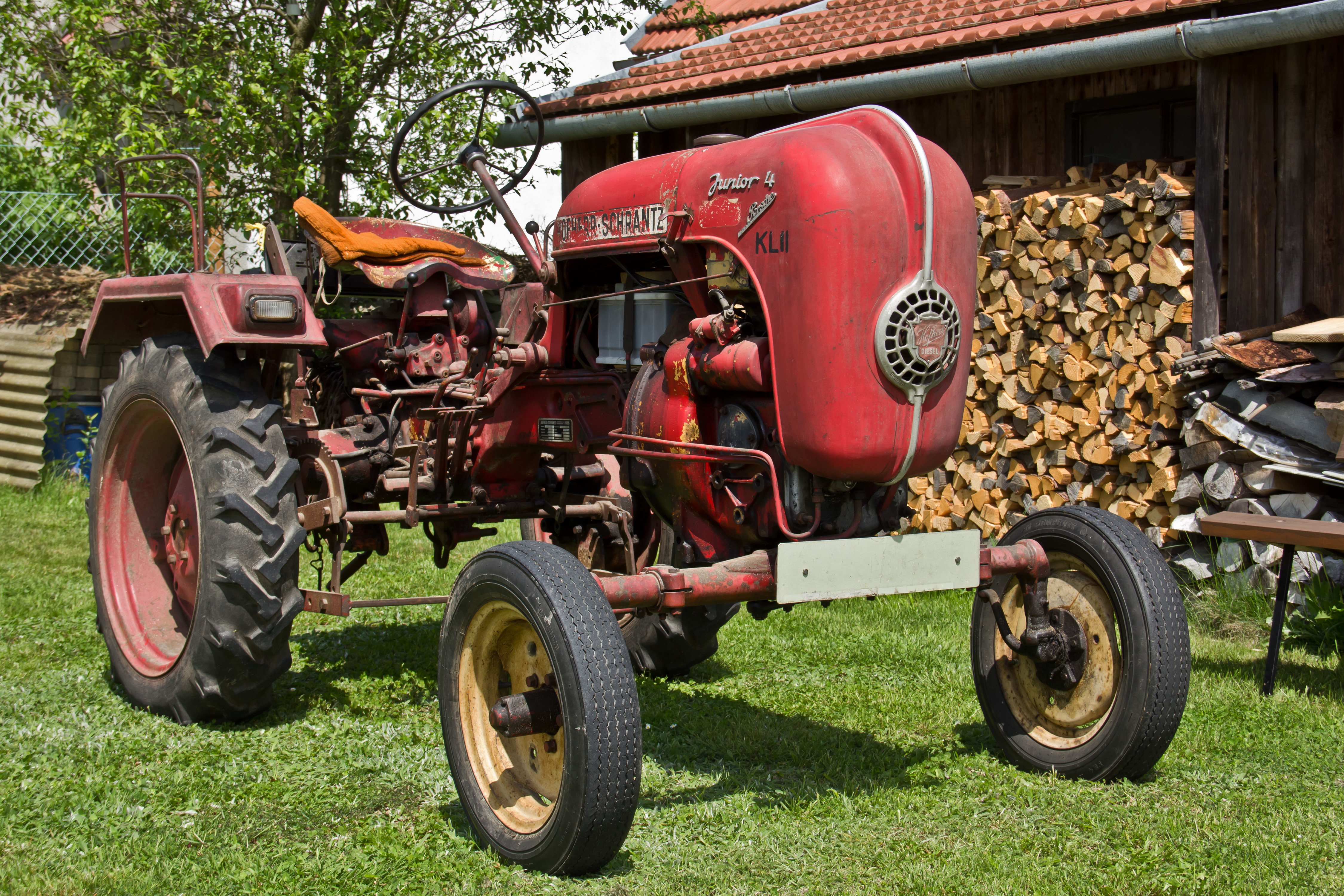
Traktor Hofherr-Schrantz Austro Porsche Junior 4 (1958)

Nach Kriegsende wurde die Wiener Hofherr-Schrantz AG vorerst als Deutsches Eigentum von den Sowjets beschlagnahmt und 1946 nach dem Verstaatlichungsgesetz mit anderen Unternehmungen verstaatlicht. Das Budapester Werk wurde unter dem Namen „Traktorwerk Roter Stern“ von den Sowjets verstaatlicht. Die wirtschaftliche Stellung, die Hofherr-Schrantz vor dem Krieg innehatte, konnte jedoch nicht mehr erreicht werden. Die Mitarbeiterzahl sank ab 1950 stetig und betrug zum Zeitpunkt des Staatsvertrags ungefähr 800 Mitarbeiter.
Mit der Fertigung und dem Vertrieb von Traktoren in Lizenz der deutschen Porsche-Diesel Motorenbau konnte sich das Unternehmen noch einige Zeit über Wasser halten. Im Jahr 1969 wurde das Unternehmen mit ca. 500 Mitarbeitern mit den ebenfalls in Floridsdorf gelegenen Trauzl-Werken fusioniert und ging im Folgejahr schließlich in den Böhler-Werken auf. Die Fabrik in der Shuttleworthstraße war bereits im Jahr zuvor an ELIN veräußert worden.

In Floridsdorf erinnern die beiden Straßen mit den Namen Shuttleworthstraße und Hofherr-Schrantz-Gasse an den Industriebetrieb.

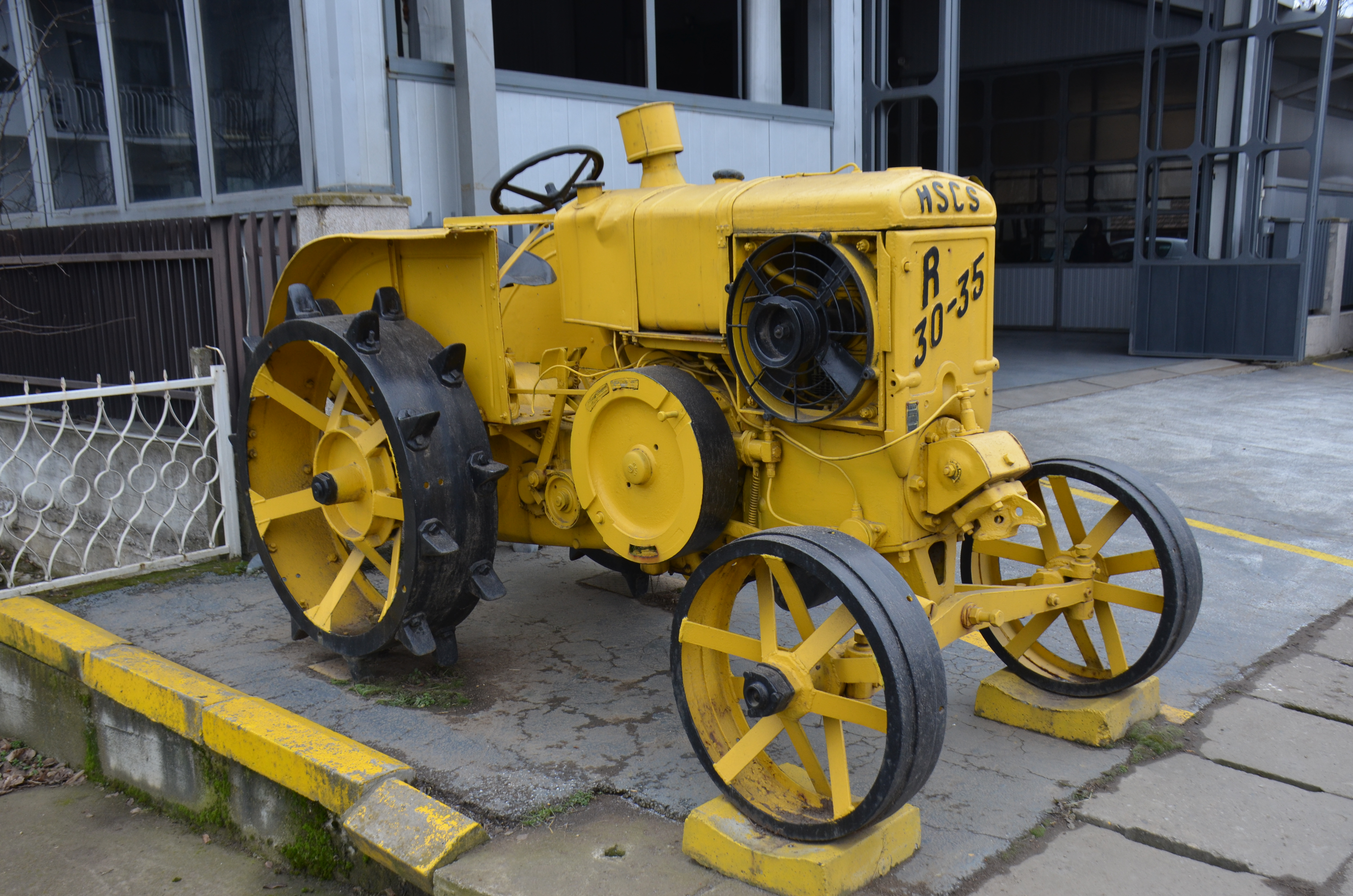
HSCS Traktor R 30-35 mit Glühkopfmotor

## Produkte (Auswahl)
- Lokomobile[5]
- Dreschmaschinen[6][7]
- Stationärmotoren[8]
- Traktore mit Glühkopfmotor Marke HSCS
- Traktore Austro Junior System Porsche (in Lizenz von Porsche-Diesel Motorenbau)[9]
- Diverse Maschinen und Päckchenmaschinen zur Zigarettenfabrikation
- Gusseisernes, Porzellan-emailliertes: Dusch-Tasse VIENNA mit Bodenrillung, Küchenausguss Tiroler Modell